# Хитровка (Орловская область)
Хитро́вка — деревня в Троснянском районе Орловской области. Входит в состав Троснянского сельского поселения.

## География
Деревня находится в юго-восточной части Орловской области на Среднерусской возвышенности.

### Часовой пояс
Деревня Хитровка, как и вся Орловская область, находится в часовой зоне МСК (московское время). Смещение применяемого времени относительно UTC составляет +3:00.

## Население
| 2010 |
| ---- |
| 39   |

### Национальный состав
Согласно результатам переписи 2002 года, в национальной структуре населения русские составляли 94 % из 32 чел.